# Eendracht Alost Ladies
Maillots
Actualités
Eendracht Alost Ladies, fondé en 1969, est un club belge de football féminin situé à Alost dans la Province de Flandre-Orientale.

## Histoire
Le club s'appelait, à l'origine, Kamillekes Alost puis a fusionné, en 1995, avec le KSC Eendracht Alost. En 2002, nouveau changement de nom: VCD Eendracht Alost. 
À l'aube de la saison 2008-2009, le club a cessé ses activités en D1. Il est reparti sur de nouvelles bases en 1re provinciale (4e niveau). En 2013, le club adopte le nom de Divas Eendracht Alost et revient en D1. Pour 2017-2018, nouveau changement de nom: Eendracht Alost Ladies.
Le VCD Eendracht Alost est le premier club belge à avoir participé à la Coupe UEFA féminine.

## Palmarès
- Champion de Belgique (5) : 1996 - 1999 - 2000 - 2001 - 2002
- Vice-Champion de Belgique (2) : 1997 - 1998
- Champion de Belgique D3 (1) : 2012
- Coupe de Belgique (2) : 2000 - 2002
- Finaliste de la Coupe de Belgique (2) : 1998 - 2003
- Doublé Championnat de Belgique-Coupe de Belgique (2) : 2000 - 2002

### Bilan
- 8 titres

### Records
- 0: le nombre de défaites (2000-2001, 2001-2002)
- 25: le nombre de victoires (2000-2001)
- 76: le plus grand nombre de points obtenus dans un championnat avec la victoire à 3 points (2000-2001)

## Coupe de l'UEFA
| Saison    | Compétition | Tour                                           | Résultats | Adversaire        |
| --------- | ----------- | ---------------------------------------------- | --------- | ----------------- |
| 2001-2002 | Coupe UEFA  | 1er tour de qualification, tournoi à Trondheim | 1-4       | FC Bobruitchanka  |
|           |             |                                                | 4-3       | KR Reykjavik      |
|           |             |                                                | 0-8       | SK Trondheims-Ørn |
| 2002-2003 | Coupe UEFA  | 1er tour de qualification, tournoi à Londres   | 0-8       | Levante UD        |
|           |             |                                                | 0-8       | Gömrükçü Bakou    |
|           |             |                                                | 0-7       | Arsenal LFC       |

### Bilan
- 6 matchs; 1 victoire, 5 défaites; 5 buts marqués, 38 buts encaissés